# Počátky (Chotěboř)
Počátky (německy Potschatek, Hainrichsdorf (1303), Heinrichsdorf (1351)) jsou vesnička, která má 166 obyvatel, leží 568 m n. m. a náleží k městu Chotěboř.

## Historie
Ves ve 13. století založil buď přední český šlechtic Smil z Lichtenburka nebo jeho syn Jindřich z Lichtenburka. V roce 1303 Počátky s tehdejším názvem Henrichsdorf darovali Jindřichovi bratři Oldřich a Rajmund z Lichtenburka cisterciáckému klášteru ve Žďáře nad Sázavou a to i s přilehlou horou, kde se těžilo stříbro. Ze zisku nechal opat Arnold u kláštera vystavět dům pro chudé. Roku 1351 potvrdil Karel IV. příslušnost vsi ke klášteru a v roce 1437 tak učinil i císař Zikmund Lucemburský. Po nechtěném odchodu cisterciáckých bratří ze Žďáru připadla obec kardinálu Františkovi z Ditrichsteina.
V roce 1616 se stalo žďárské panství a Počátky novým panstvím Ditrichsteinů. Po smrti Františka přešel majetek na Maxmiliána z Ditrichsteina, který v roce 1639 prodal statek znovu cisterciáckému řádu. V roce 1711 koupili Počátky majitelé zámku v Rozsochatci – Bechyňové z Lažan. Ve dvacátých letech osmnáctého století pak připojil Počátky Karel Jáchym z Bredy k chotěbořskému panství.
Na budově zrušené školy je umístěna pamětní deska na generála Josefa Zmeka (1889–1942), který byl popraven Němci za protinacistický odboj. V obci je pomník připomínající první i druhou světovou válku se jmény obětí.
| Rok            | 1869 | 1880 | 1890 | 1900 | 1910 | 1921 | 1930 | 1950 | 1961 | 1970 | 1980 | 1991 | 2001 |
| -------------- | ---- | ---- | ---- | ---- | ---- | ---- | ---- | ---- | ---- | ---- | ---- | ---- | ---- |
| Počet obyvatel | 384  | 418  | 393  | 387  | 395  | 384  | 370  | 223  | 262  | 239  | 201  | 186  | 166  |

## Galerie

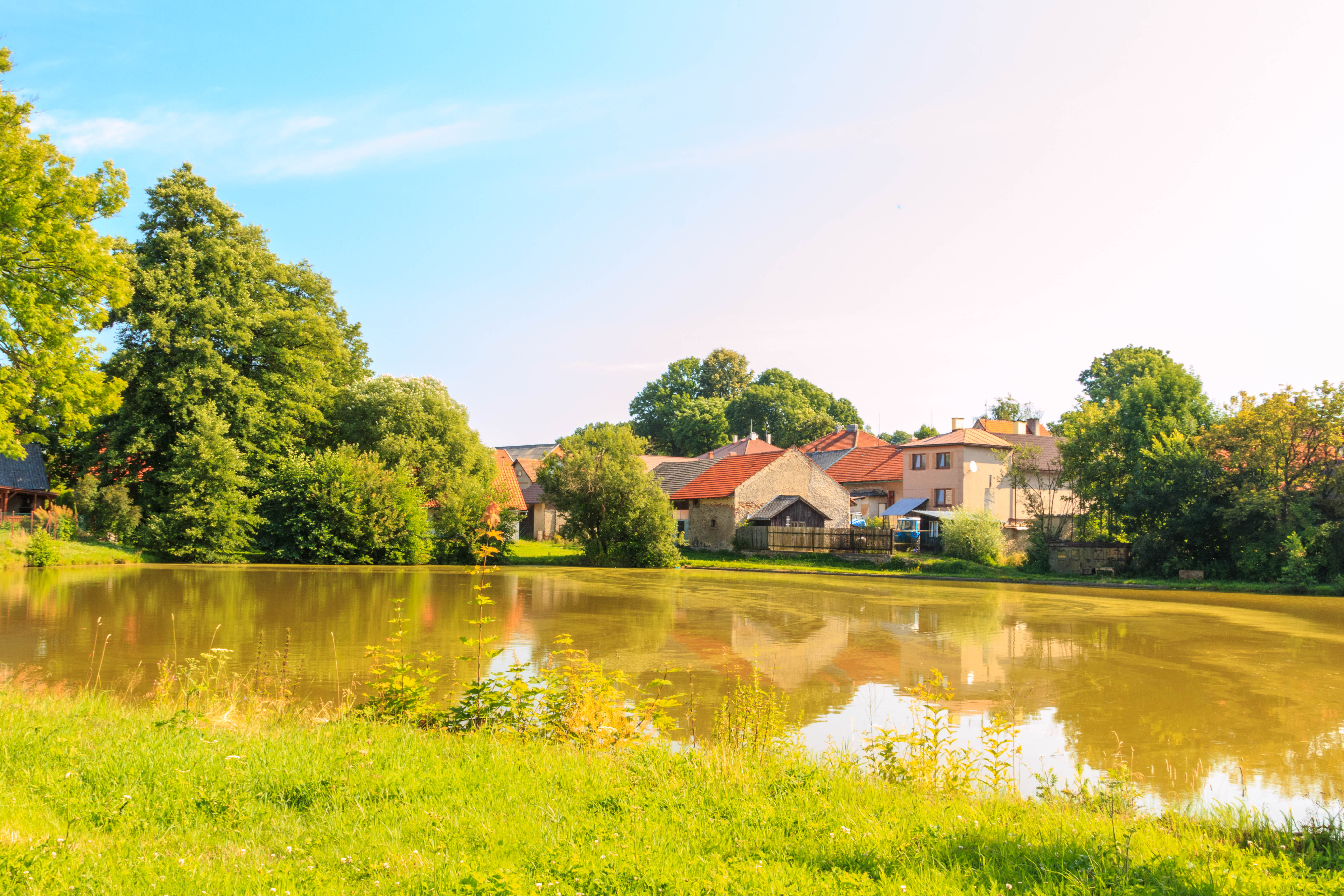
Počátky u Chotěboře - návesní rybník
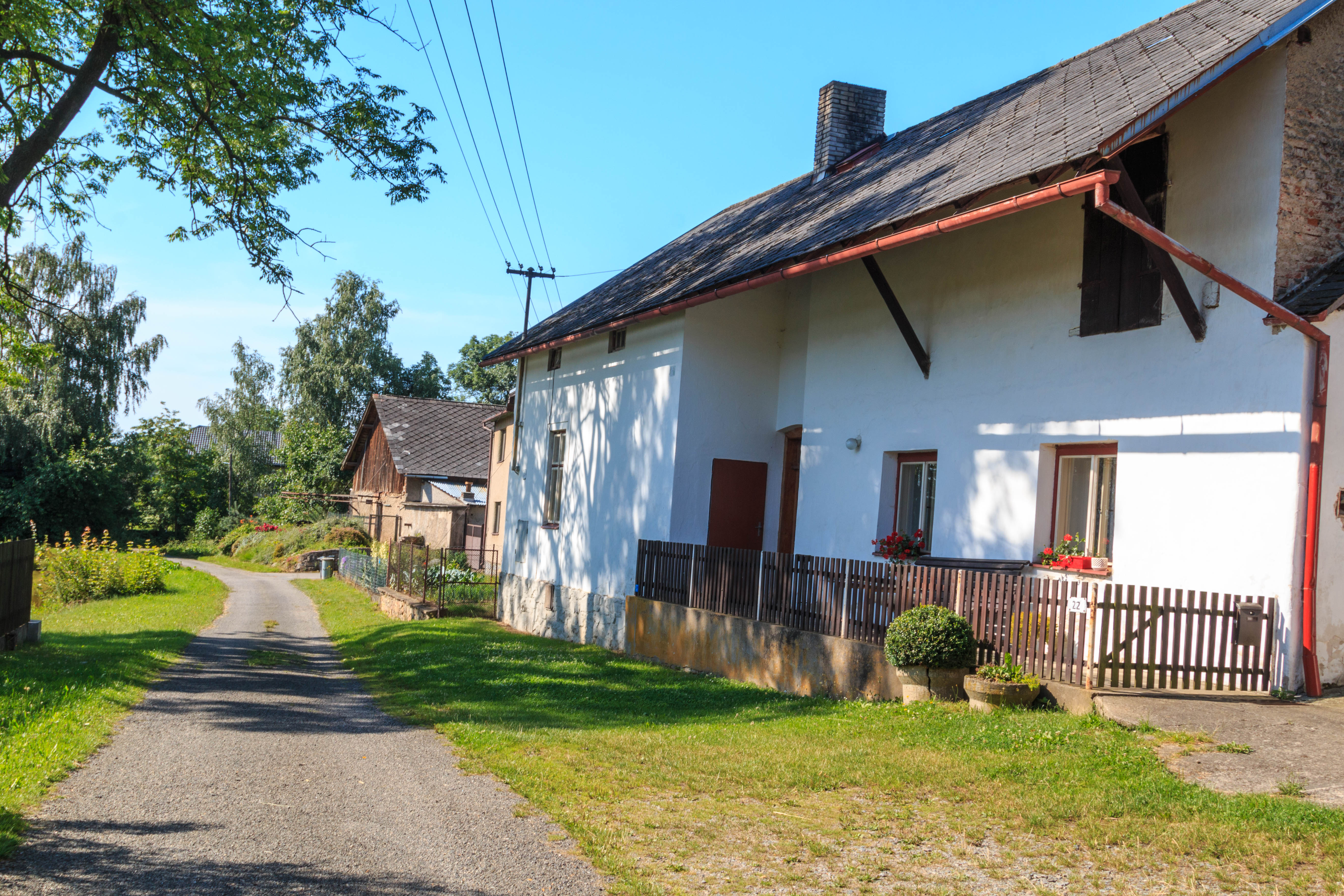
Počátky u Chotěboře - čp. 22
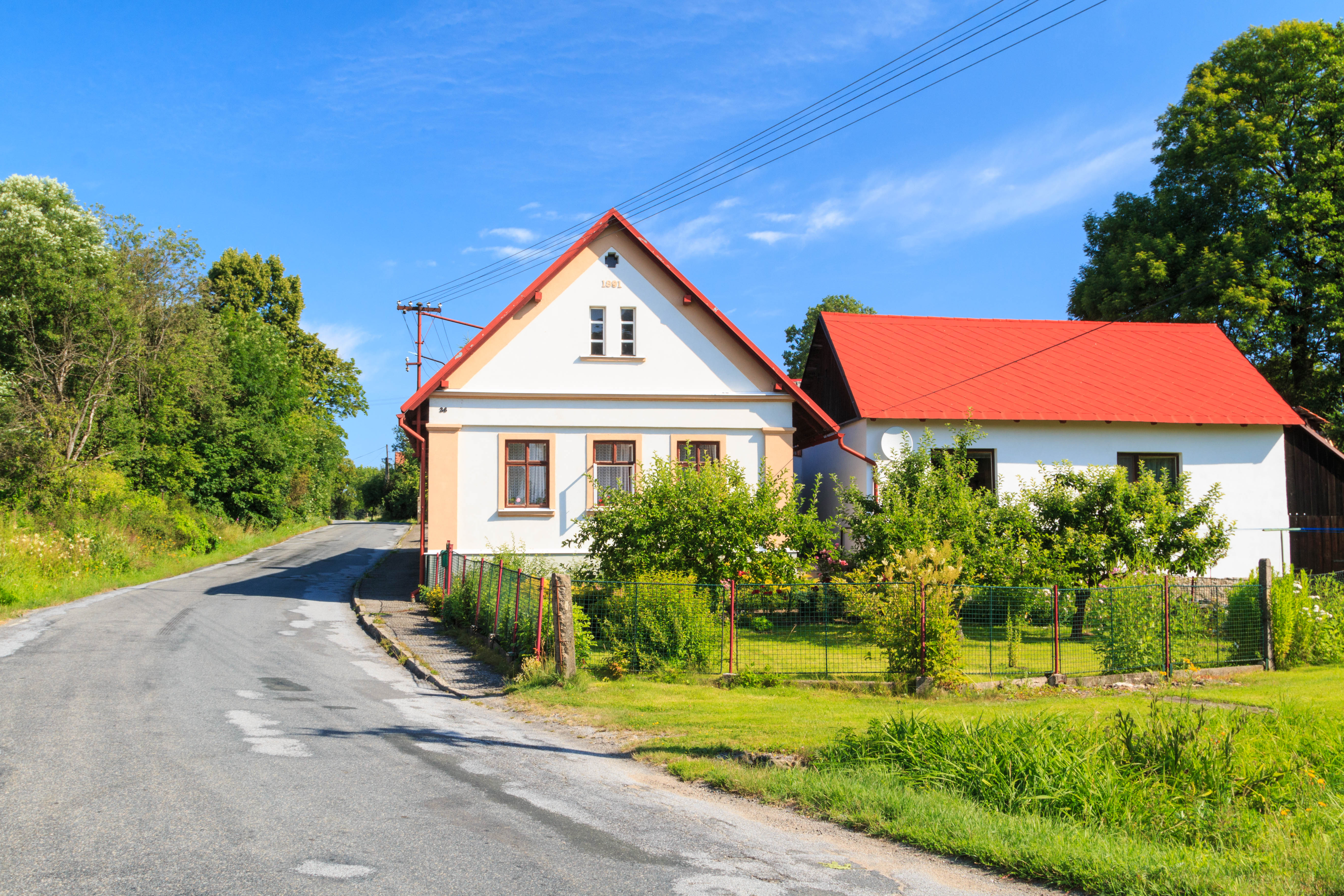
Počátky u Chotěboře - čp. 36
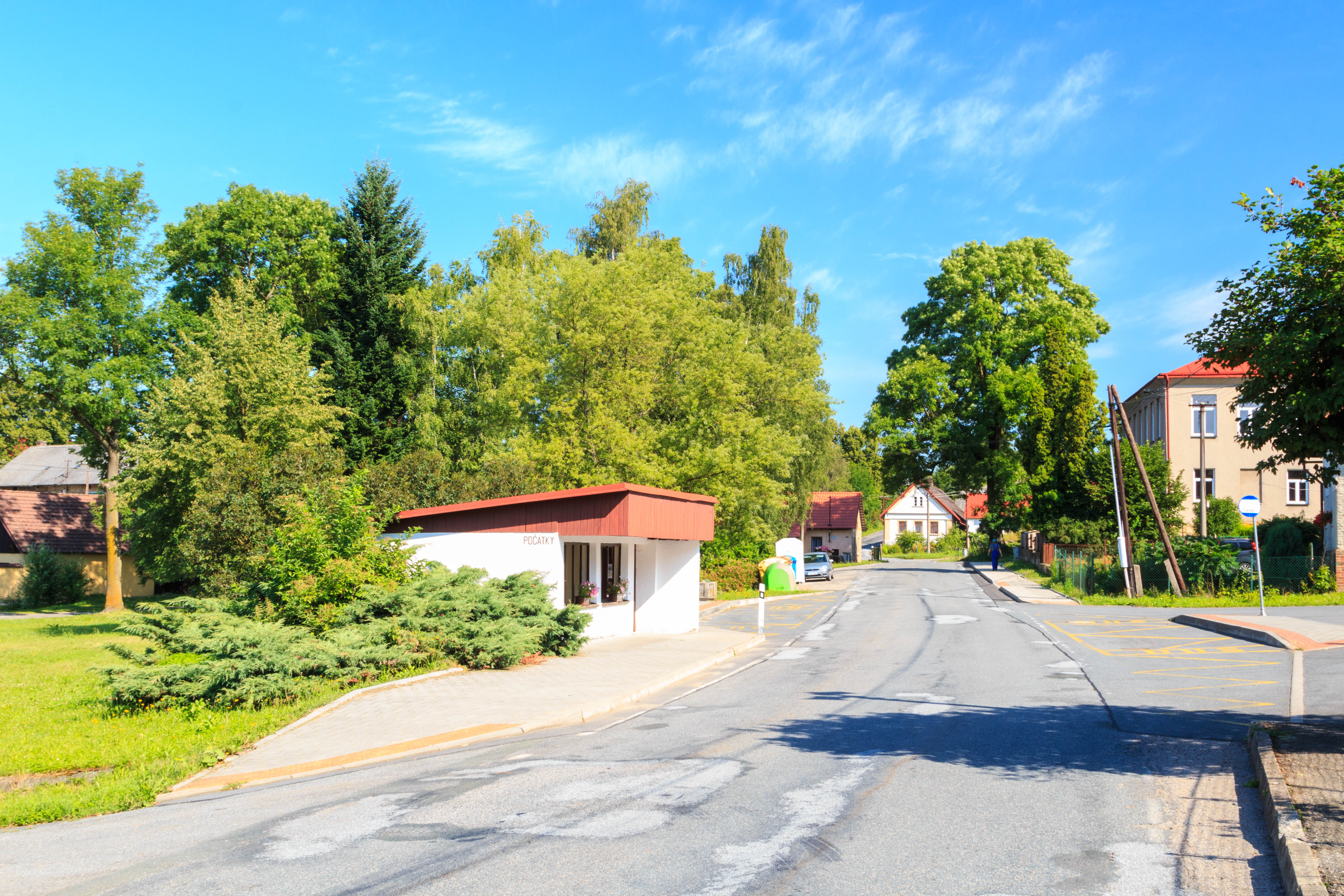
Počátky u Chotěboře - u zastávky